# Rue de la Porte-de-Buc
La rue de la Porte-de-Buc est une voie du quartier des Chantiers de Versailles, en France.

## Situation et accès
La rue de la Porte-de-Buc est une voie publique située dans le quartier des Chantiers de Versailles. Elle débute au niveau du 32, rue des Chantiers, face à la rue Jean-Mermoz, au niveau de la place du 8-Mai-1945, sous le pont des 6 voies de chemin de fer qui desservent la gare de Versailles-Chantiers ; et se termine à Buc, où elle se prolonge par la rue Louis-Blériot, à proximité du carrefour du Cerf-Volant qui voit l'aboutissement à Buc de la rampe Saint-Martin, majoritairement située à Versailles, et d'une voie d'insertion sur la RN 12 en direction de Créteil.
Elle constitue la RD 939.

## Origine du nom
Elle tient son nom de l'existence, au niveau approximatif du n°10 actuel, de la porte de Buc, porte percée dans le mur d'enceinte du grand parc de chasse de Louis XIV, au niveau du chemin reliant le village de Buc, situé dans le grand parc, à celui du Petit-Montreuil, situé hors du parc.

## Historique
La longueur de la rue portant ce nom a évolué au fil du temps. D'abord limitée à la section de la rue située hors du grand parc (donc côté Petit-Montreuil), la rue ne faisait alors approximativement que 213 m de longueur.
Sa configuration a fortement évolué lors de l'ouverture de la ligne de chemin de fer de Paris à Chartres, qui coupe la rue à son extrémité nord désormais par un lourd pont métallique à 6 voies, puis lors de l'ouverture de la RN 186a en 1955 qui coupe la rue  par un lourd pont en béton à son extrémité sud côté Buc.

## Bâtiments remarquables et lieux de mémoire
Au n°6bis, entrée secondaire de la gare de Versailles-Chantiers, ouverte le 4 février 2011.
Au n°7bis A, la clinique des Franciscaines est installée dans un bâtiment moderne inauguré le 28 septembre 2002. Les Franciscaines, missionnaires de Notre-Dame pour la France et l'International, sont installées à Versailles depuis 1882 et ont développé, depuis 1887, des activités de soin au 21, rue du Maréchal Gallieni, à proximité du château : chirurgie dès 1904, maternité en 1941… À l'étroit dans leurs anciens locaux, elles décidèrent de s'implanter sur ce terrain qui abritaient préalablement une partie des Subsistances de l'Armée de Terre. Le bâtiment récent abrite notamment un service d'urgences, 128 lits et 9 blocs opératoires, ainsi qu'une chapelle ; deux sœurs franciscaines y sont présentes.
Aux n°10 à 14, l'ancienne propriété des Ombrages, devenue propriété des Diaconesses de Reuilly et site de leur maison-mère depuis 1974, abrite un centre de soins palliatifs (maison de santé Claire Demeure). À l'origine, cette propriété a été créée en 1857 par Mme Henriette André-Walther (1807-1886), sur un domaine très arboré et très ombragé — d'où le nom de propriété des Ombrages — pour en faire sa résidence d'été, et, du fait de son inclination à la charité et à la bienfaisance, elle y accueille chômeurs et militaires à qui elle procure hébergement et aide morale. Après avoir été réquisitionnée par les Prussiens en 1870 pour l'hébergement du Prince royal, puis par le Gouvernement français pour y loger les députés chassés de Paris par la Commune, la propriété ne retrouve sa vocation « chrétienne » qu'en 1887, sous l'égide de M. Alfred André (1827-1893), qui a hérité le domaine de sa mère. Après la mort de ce dernier, sa veuve Mme Alice Joly de Bammeville (1838-1913) poursuit ses œuvres, avant de léguer le domaine, désormais principalement voué au soin des tuberculeux, à l'association des Diaconesses de Reuilly en 1913. Un sanatorium (le sanatorium des Ombrages) y est ouvert de 1917 à 1970. Cette fermeture coïncide avec la décision de transférer le siège de la maison-mère des Diaconesses de Reuilly vers Versailles, transfert qui sera effectif en 1974. Le château, libéré du sanatorium, les y accueille, alors que sont construits d'une part la maison de santé Claire Demeure (architecte Roland Schweitzer), et d'autre part l'Espace Huit, espace protestant d'accueil et de dialogue, sur la partie nord du domaine qui a été aliénée à cet effet. Deux édifices de l'architecte Marc Rolinet, un noviciat (L'Arbresle) et une chapelle moderne, cette dernière ouverte en 2008 sur l'emplacement de la chapelle historique construite par Mme Henriette André-Walther mais délabrée, viennent compléter les aménagements récents du site.  
Au-delà du n°14, la rue est longée par l'ancien mur, construit au 18e siècle, séparant le petit parc du grand parc du domaine de chasse de Versailles.
Au n°19, entrée du cimetière des Gonards.
Au n°20, à la limite avec Buc, maison forestière du Cerf-Volant, au niveau de l'ancienne porte du Cerf-Volant entre le petit parc et le grand parc du domaine de chasse de Versailles.